# Polystichum echinatum
Polystichum echinatum är en träjonväxtart som först beskrevs av Gmel., och fick sitt nu gällande namn av Carl Frederik Albert Christensen. Polystichum echinatum ingår i släktet Polystichum och familjen Dryopteridaceae. Inga underarter finns listade.